# John Landsteiner
John Landsteiner, né le 19 mai 1990 à Mankato (Minnesota), est un curleur américain.

## Carrière
Il remporte la finale du tournoi masculin de curling des Jeux olympiques d'hiver de 2018 après une neuvième place aux Jeux olympiques d'hiver de 2014.
Il est également médaillé de bronze au Championnat du monde de curling masculin 2016.